# Fiat Neckar
Fiat Neckar était un constructeur automobile allemand, filiale du groupe italien Fiat, qui fabriquait des automobiles de tourisme sous licence Fiat et Autobianchi entre 1957 et 1973, dans l'usine NSU d'Heilbronn, acquise par Fiat en 1929, modèles semblables aux originaux italiens.

## Histoire
NSU, ancien constructeur automobile allemand qui construisait des véhicules Fiat italiens sous licence sous sa marque, en faillite, a vendu son nouveau site industriel d'Heilbronn, au bord de la rivière Neckar, à Fiat en 1929. 
Fiat reprend donc immédiatement la fabrication avec ses propres licences, les modèles Fiat 500 Topolino et Fiat 508 Balilla et les commercialisent sous le nom Fiat-NSU. Au même moment, ces mêmes voitures sont aussi fabriquées en France par Fiat-Simca.
Après une interruption de la production, durant la Seconde guerre mondiale, Fiat reconstruit la partie de l'usine détruite et redémarre ses fabrications en 1951.
Ce n'est qu'en 1957, que NSU décide de tenter de reprendre la fabrication d'automobiles et négocie alors avec Fiat pour le rachat de la marque NSU. Le 1er janvier 1960 Fiat-NSU se transforme donc en Fiat Neckar.

## Les modèles NSU Fiat Neckar
La production durant ces années ne dépassait pas les 25 000 unités par an, comprenant essentiellement : 
- NSU 405, seconde série en 1929 avec la mécanique de la Fiat 514, fabriquée jusqu'en 1932,
- NSU 2500, copie de la Fiat 522 italienne, de 1931 à 1934, portant le logo NSU-FIAT à partir de 1933,
- NSU-Fiat 1000/1100, copie de la Fiat 508 Balilla, sous le nom de FIAT-NSU 1000 entre 1934 et 1938 à environ 6 000 exemplaires puis, FIAT-NSU 1100 entre 1938 et 1941 à environ 5 000 exemplaires,
- NSU-Fiat 500 C, copie de la Fiat 500 Topolino C 1951−1955 - 16 064 exemplaires,
- NSU-Fiat 2000, copie des modèles italiens Fiat 1900, 1953-1954 - 1 400 exemplaires,
- NSU-Fiat Weinsberg 500, coupé réalisé sur la base de la Fiat Nuova 500, construite entre 1959 et 1963 - 6 228 exemplaires fabriqués,
- Fiat Neckar Jagst 600/770, équivalent de la fameuse Fiat 600 fabriquée en trois versions : Jagst - Jagst 770 et Jagst 2, entre 1956 et 1969 - 171 355 exemplaires,
- Neckar Riviera, coupé et cabriolet basés sur la Fiat 600 fabriqués à partir de 1966. Ce modèle a également été construit sur la base de la Fiat 850.
- Neckar Europa, équivalent des réputées Fiat 1100 D & R à peine modifiée et offrant une calandre avec le logo Neckar de 1953 à 1968 - 159 731 exemplaires. Neckar distribuera des versions coupé et spider basés sur la Fiat 1100D, fabriquées en Italie par OSI, et nommées Neckar St Trop.
- Neckar 1500 TS, identique à la berline italienne Fiat 1500 Siata au logo près. Une version coupé spécifique, signée également Siata et baptisée Neckar Mistral, est construite à partir de 1961.
- Neckar Panorama, équivalent de l'Autobianchi Panoramica, fabriquée de 1960 à 1964 - 80 000 exemplaires, a permis à Neckar d'accroître sa production jusqu'à 50 000 unités en 1962,
- Neckar Adria, réplique exacte de la Fiat 850 berline fabriquée entre 1965 et 1967 - 6 619 exemplaires.
- Fiat 124, copie de l'original italien, 1967/1972 - 18 979 exemplaires,
- Fiat 125, copie de l'original italien, 1968/1972 - 13 033 exemplaires,
- Fiat 128, copie de l'original italien, 1970/1973 - 27 088 exemplaires.

L'écart important du coût de la main d'œuvre entre l'Allemagne et l'Italie conjugué à la création de la libre circulation des marchandises sans droits de douane au sein du marché commun européen entachent les comptes de Neckar. Fiat fera fabriquer des copies de ses propres modèles Fiat 124, Fiat 125 et Fiat 128 jusqu'en 1973. 
La production de Fiat Neckar ralentit inexorablement à partir de 1963 :
- 50 000 voitures sont construites en 1962,
- 44 000 en 1963,
- 22 000 en 1964,
- 18 000 en 1967
- et seulement 12 000 en 1970.

Fiat arrête la production des modèles Neckar en 1973 après avoir fabriqué 412 085 voitures au total entre 1929 et 1973, dont environ 360 000 après la reprise de l'activité en 1952.